# قائمة قرارات مجلس الأمن التابع للأمم المتحدة لعام 2010
تتضمن قائمة قرارات مجلس الأمن التابع للأمم المتحدة لعام 2010 جميع القرارات الصادرة عن مجلس الأمن التابع للأمم المتحدة خلال العام 2010.

## القائمة
| رقم القرار | الرمز            | نص القرار                         | موضوع القرار |
| ---------- | ---------------- | --------------------------------- | --- |
| 1908       | S/RES/1908(2010) | نص الوثيقة على موقع الأمم المتحدة | الحالة فيما يتعلق بهايتي |
| 1909       | S/RES/1909(2010) | نص الوثيقة على موقع الأمم المتحدة | رسالة مؤرخة 22 تشرين الثاني/نوفمبر 2006 موجهة من الأمين العام إلى رئيس مجلس الأمن |
| 1910       | S/RES/1910(2010) | نص الوثيقة على موقع الأمم المتحدة | الحالة في الصومال |
| 1911       | S/RES/1911(2010) | نص الوثيقة على موقع الأمم المتحدة | الحالة في كوت ديفوار |
| 1912       | S/RES/1912(2010) | نص الوثيقة على موقع الأمم المتحدة | الحالة في تيمور الشرقية |
| 1913       | S/RES/1913(2010) | نص الوثيقة على موقع الأمم المتحدة | الحالة في تشاد وجمهورية أفريقيا الوسطى والمنطقة دون الإقليمية |
| 1914       | S/RES/1914(2010) | نص الوثيقة على موقع الأمم المتحدة | موعد إجراء انتخابات لملء شاغر في محكمة العدل الدولية |
| 1915       | S/RES/1915(2010) | نص الوثيقة على موقع الأمم المتحدة | المحكمة الدولية لمحاكم الأشخاص المسؤولين عن الانتهاكات الجسيمة للقانون الإنساني الدولي |
| 1916       | S/RES/1916(2010) | نص الوثيقة على موقع الأمم المتحدة | الحالة في الصومال |
| 1917       | S/RES/1917(2010) | نص الوثيقة على موقع الأمم المتحدة | الحالة في أفغانستان |
| 1918       | S/RES/1918(2010) | نص الوثيقة على موقع الأمم المتحدة | الحالة في الصومال |
| 1919       | S/RES/1919(2010) | نص الوثيقة على موقع الأمم المتحدة | تقارير الأمين العام عن السودان |
| 1920       | S/RES/1920(2010) | نص الوثيقة على موقع الأمم المتحدة | الحالة بشأن الصحراء الغربية |
| 1921       | S/RES/1921(2010) | نص الوثيقة على موقع الأمم المتحدة | رسالة مؤرخة 22 تشرين الثاني/نوفمبر 2006 موجهة من الأمين العام إلى رئيس مجلس الأمن |
| 1922       | S/RES/1922(2010) | نص الوثيقة على موقع الأمم المتحدة | الحالة في تشاد وجمهورية أفريقيا الوسطى والمنطقة دون الإقليمية |
| 1923       | S/RES/1923(2010) | نص الوثيقة على موقع الأمم المتحدة | الحالة في تشاد وجمهورية أفريقيا الوسطى والمنطقة دون الإقليمية |
| 1924       | S/RES/1924(2010) | نص الوثيقة على موقع الأمم المتحدة | الحالة في كوت ديفوار |
| 1925       | S/RES/1925(2010) | نص الوثيقة على موقع الأمم المتحدة | الحالة في جمهورية الكونغو الديمقراطية |
| 1926       | S/RES/1926(2010) | نص الوثيقة على موقع الأمم المتحدة | موعد إجراء انتخابات لملء شاغر في محكمة العدل الدولية |
| 1927       | S/RES/1927(2010) | نص الوثيقة على موقع الأمم المتحدة | الحالة فيما يتعلق بهايتي |
| 1928       | S/RES/1928(2010) | نص الوثيقة على موقع الأمم المتحدة | عدم الانتشار/جمهورية كوريا الشعبية الديمقراطية |
| 1929       | S/RES/1929(2010) | نص الوثيقة على موقع الأمم المتحدة | عدم الانتشار |
| 1930       | S/RES/1930(2010) | نص الوثيقة على موقع الأمم المتحدة | الحالة في قبرص |
| 1931       | S/RES/1931(2010) | نص الوثيقة على موقع الأمم المتحدة | المحكمة الدولية لمحاكمة الأشخاص المسؤولين عن الانتهاكات الجسيمة للقانون الإنساني الدولي التي ارتكبت في إقليم يوغوسلافيا السابقة منذ عام 1991 |
| 1932       | S/RES/1932(2010) | نص الوثيقة على موقع الأمم المتحدة | المحكمة الجنائية الدولية لمحاكمة الأشخاص المسؤولين عن أعمال الإبادة الجماعية وغير ذلك من الانتهاكات الجسيمة للقانون الإنساني الدولي المرتكبة في إقليم رواندا والمواطنين الروانديين المسؤولين عن أعمال الإبادة الجماعية وغيرها من الانتهاكات المماثلة في أراضي الدول المجاورة بين 1 كانون الثاني/يناير و31 كانون الأول/ديسمبر 1994 |
| 1933       | S/RES/1933(2010) | نص الوثيقة على موقع الأمم المتحدة | الحالة في كوت ديفوار |
| 1934       | S/RES/1934(2010) | نص الوثيقة على موقع الأمم المتحدة | الحالة في الشرق الأوسط |
| 1935       | S/RES/1935(2010) | نص الوثيقة على موقع الأمم المتحدة | الحالة في السودان |
| 1936       | S/RES/1936(2010) | نص الوثيقة على موقع الأمم المتحدة | الحالة في العراق |
| 1937       | S/RES/1937(2010) | نص الوثيقة على موقع الأمم المتحدة | الحالة في الشرق الأوسط |
| 1938       | S/RES/1938(2010) | نص الوثيقة على موقع الأمم المتحدة | بشأن الحالة في ليبـريا |
| 1939       | S/RES/1939(2010) | نص الوثيقة على موقع الأمم المتحدة | رسالة مؤرخة 22 تشرين الثاني /نوفمبر 2006 موجهة من الأمين العام إلى رئيس مجلس الأمن |
| 1940       | S/RES/1940(2010) | نص الوثيقة على موقع الأمم المتحدة | بشأن الحالة في سيراليون |
| 1941       | S/RES/1941(2010) | نص الوثيقة على موقع الأمم المتحدة | بشأن الحالة في سيراليون |
| 1942       | S/RES/1942(2010) | نص الوثيقة على موقع الأمم المتحدة | الحالة في كوت ديفوار |
| 1943       | S/RES/1943(2010) | نص الوثيقة على موقع الأمم المتحدة | الحالة في أفغانستان |
| 1944       | S/RES/1944(2010) | نص الوثيقة على موقع الأمم المتحدة | الحالة فيما يتعلق بهايتي |
| 1945       | S/RES/1945(2010) | نص الوثيقة على موقع الأمم المتحدة | تقارير الأمين العام عن السودان |
| 1946       | S/RES/1946(2010) | نص الوثيقة على موقع الأمم المتحدة | الحالة في كوت ديفوار |
| 1947       | S/RES/1947(2010) | نص الوثيقة على موقع الأمم المتحدة | بناء السلام |
| 1948       | S/RES/1948(2010) | نص الوثيقة على موقع الأمم المتحدة | الحالة في البوسنة والهرسك |
| 1949       | S/RES/1949(2010) | نص الوثيقة على موقع الأمم المتحدة | الحالة في غينيا - بيساو |
| 1950       | S/RES/1950(2010) | نص الوثيقة على موقع الأمم المتحدة | الحالة في الصومال |
| 1951       | S/RES/1951(2010) | نص الوثيقة على موقع الأمم المتحدة | الحالة في كوت ديفوار |
| 1952       | S/RES/1952(2010) | نص الوثيقة على موقع الأمم المتحدة | الحالة في جمهورية الكونغو الديمقراطية |
| 1953       | S/RES/1953(2010) | نص الوثيقة على موقع الأمم المتحدة | الحالة في قبرص |
| 1954       | S/RES/1954(2010) | نص الوثيقة على موقع الأمم المتحدة | االمحكمة الدولية لمحاكمة الأشخاص المسؤولين عن الانتهاكات الجسيمة للقانون الإنساني الدولي التي ارتكبت في إقليم يوغوسلافيا السابقة منذ عام 1991 |
| 1955       | S/RES/1955(2010) | نص الوثيقة على موقع الأمم المتحدة | المحكمة الجنائية الدولية لمحاكمة الأشخاص المسؤولين عن أعمال الإبادة الجماعية وغير ذلك من الانتهاكات الجسيمة للقانون الإنساني الدولي المرتكبة في إقليم رواندا والمواطنين الروانديين المسؤولين عن أعمال الإبادة الجماعية وغيرها من الانتهاكات المماثلة في أراضي الدول المجاورة بين 1 كانون الثاني/يناير و31 كانون الأول/ديسمبر 1994 |
| 1956       | S/RES/1956(2010) | نص الوثيقة على موقع الأمم المتحدة | الحالة المتعلقة بالعراق |
| 1957       | S/RES/1957(2010) | نص الوثيقة على موقع الأمم المتحدة | الحالة المتعلقة بالعراق |
| 1958       | S/RES/1958(2010) | نص الوثيقة على موقع الأمم المتحدة | الحالة المتعلقة بالعراق |
| 1959       | S/RES/1959(2010) | نص الوثيقة على موقع الأمم المتحدة | الحالة في بوروندي |
| 1960       | S/RES/1960(2010) | نص الوثيقة على موقع الأمم المتحدة | المرأة والسلام والأمن |
| 1961       | S/RES/1961(2010) | نص الوثيقة على موقع الأمم المتحدة | الحالة في ليبيريا |
| 1962       | S/RES/1962(2010) | نص الوثيقة على موقع الأمم المتحدة | الحالة في كوت ديفوار |
| 1963       | S/RES/1963(2010) | نص الوثيقة على موقع الأمم المتحدة | التهديدات التي يتعرض لها السلام والأمن الدوليان نتيجة للأعمال الإرهابية |
| 1964       | S/RES/1964(2010) | نص الوثيقة على موقع الأمم المتحدة | الوضع في الصومال |
| 1965       | S/RES/1965(2010) | نص الوثيقة على موقع الأمم المتحدة | تجديد ولاية قوة الأمم المتحدة لمراقبة فض الاشتباك |
| 1966       | S/RES/1966(2010) | نص الوثيقة على موقع الأمم المتحدة | المحكمة الدولية لمحاكمة الأشخاص المسؤولين عن الانتهاكات الجسيمة للقانون الإنساني الدولي التي ارتكبت في إقليم يوغوسلافيا السابقة منذ عام 1991، المحكمة الجنائية الدولية لمحاكمة الأشخاص المسؤولين عن أعمال الإبادة الجماعية وغير ذلك من الانتهاكات الجسيمة للقانون الإنساني الدولي المرتكبة في إقليم رواندا والمواطنين الروانديين المسؤولين عن أعمال الإبادة الجماعية وغيرها من الانتهاكات المماثلة في أراضي الدول المجاورة بين 1 كانون الثاني/يناير و31 كانون الأول/ديسمبر 1994 |

## المرجع
1. ↑  "قرارات مجلس الأمن". الأمم المتحدة. مؤرشف من الأصل في 2018-06-30. اطلع عليه بتاريخ 22 شباط / فبراير 2017. {{استشهاد ويب}}: تحقق من التاريخ في: |تاريخ الوصول= (مساعدة)